# 畢生輝
毕生辉（1585年—？），字德充，號奎临，山东济南府莱芜县军籍。明朝政治人物。

## 生平
萬曆三十七年（1609年）己酉科山東鄉試第二十四名舉人，任宁阳及雄县教谕，所至为督学使者重。天啓二年（1622年）壬戌科會試三百九十四名，廷試三甲一百八十三名進士。户部觀政，二月授武清县知县，有官员董太仆者攘夺民田为屯田，以张己功，公力拒不可，为所中伤，调补赞皇知县，天啓六年（1626年）升南京户部广东司主事，崇祯二年（1629年）升郎中，历莞盐政、铜务九库，公谢绝请托，务清釐积弊，毫无濡染。事母至孝，闻母病，乞假归，以母丧，哀毁致疾卒，乡评至今重之。

## 家族
曾祖畢玉。祖父畢安，號南池。父畢如桐，號峰岡，生员、儒官。母王氏。慈侍下。弟生色（廪生）、生花。娶高氏，继娶孟氏。子先申、允申。